# Sumpsnäckor
Sumpsnäckor (Viviparidae) är en familj i ordningen Architaenioglossa som i sin tur tillhör klassen snäckor. Arterna lever i sötvatten över hela världen med undantag av Sydamerika och Antarktis.

## Kännetecken
Skalet blir jämförelsevis stort och når ibland 5 centimeter. Vid individernas fot finns en lock för att låsa skalen. Locket är särskilt viktigt när de vilar under vintertiden.
Sumpsnäckor föder levande ungar. Därför fick de det vetenskapliga namnet Viviparidae som syftar på vivipari.

## Fortplantning
Hos alla arter förekommer två kön, inte hermafroditer som hos flera andra snäckor. Hannens sädesceller överförs med hjälp av en av de främre tentaklerna. Vanligen finns i en och samma hona flera embryon av olika utvecklingsstadier. Ungarna föds en efter en (ovovivipari). Ungdjuren är vid födelsen upp till 10 mm stora (vanligen 4 mm) och har hårborstar på skalen. Dessa tappas efter en tid.

## Levnadssätt
Trots namnet lever de inte bara i träskmarker utan även i floder och större insjöar. De rör sig vanligen på bottensedimentet, stenar eller träbitar men sällan på levande växter.
Födan utgörs av alger, plankton och ruttnande växtdelar. Arter som förekommer i Europa uthärdar vattentemperaturer upp till 25 °C.

## Systematik
Familjen delas vanligen i tre underfamiljer. På släktnivån är systematiken inte helt utredd. I Europa förekommer bara släktet Viviparus.